# Pulo Liman (Limo)
Pulo Liman (Limo) is een bestuurslaag in het regentschap Padang Lawas Utara van de provincie Noord-Sumatra, Indonesië. Pulo Liman (Limo) telt 584 inwoners (volkstelling 2010).